# The Voidz
The Voidz (anteriormente conocidos como Julian Casablancas+The Voidz) es una banda de chillwave e indie rock estadounidense formada en 2013 por Julian Casablancas, vocalista de The Strokes. La banda está compuesta por Julian Casablancas (voz principal), Jeramy "Beardo" Gritter (guitarra), Amir Yaghmai (guitarra), Jacob "Jake" Bercovici (bajo, sintetizadores), Jeff Kite (teclados) y Alex Carapetis (percusión, batería).
El disco debut de la banda, Tyranny, obtuvo el lugar número 50 en la lista de NME Top 50 Albums of 2014.

## Historia

### Formación yTyranny(2013-2016)
Jeff, Alex y Jake ya habían trabajado previamente con Julian. Kite y Carapetis formaron parte de la banda Sick Six, que respaldaba a Casablancas en la gira de su álbum debut como solista, Phrazes for the Young. Kite y Carapetis, junto a Bercovici, trabajaron en "I Like the Night", canción que Casablancas grabó como parte de una campaña publicitaria para el sello de moda francés Azzaro. Julian disfrutó trabajar con la banda, y optó por colaborar con otros músicos, en un formato similar a Sick Six, para grabar su próximo álbum. Casablancas, Carapetis, Bercovici y Kite, junto con amigos en común Jeramy Gritter y Amir Yaghmai formaron The Voidz y comenzaron a escribir música juntos.
La banda, en ese entonces conocida como Julian Casablancas+The Voidz, firmó con el sello discográfico de Casablancas, Cult Records.

### Like All Before You
Like all before you es el más reciente material de la banda y cuenta con 10 canciones.

## Miembros de la banda
- Julian Casablancas - voz principal, vocoder, sampler, guitarra
- Jeramy "Beardo" Gritter - guitarra, teclados
- Amir Yaghmai - guitarra
- Jacob "Jake" Bercovici - bajo, sintetizadores
- Jeff Kite - teclados
- Alex Carapetis - percusión, batería, bajo

## Discografía
- Tyranny (2014)
- Virtue (2018)
- Like All Before You (2024)
- Męğż Øf Råm (2025)